# サニー・フランシス
サニー・フランシス（Sunny Francis、1964年7月1日 - ）はインド出身の俳優、ラジオパーソナリティ。身長178cm、体重86kg（2020年4月時点）。本名はアラパト・ジョシ・フランシス。

## 来歴
南インドケララ州トリチュール市ティルワダナプロム生まれ、西インドグジャラート州アフマダーバード育ち。ケララ州出身でクリスチャンの父は月給600ルピーの工場労働者。5歳上の兄、1歳上の兄、9歳下の弟の男4人兄弟（長女がいたが早世）。1歳の時にケララからグジャラートに移る。セント・ザビエルズ・ハイ・スクール（英語: St. Xavier's High School, Mirzapur） 卒業。LJ College Of Commerce（1期生）を留年したため1年で中退し、L.D.Arts大学に入学し、1986年3月、L.D.Arts大学英文科を3年で卒業し、同年4月4日に訪日。YMCA日本語学校に入学し、1988年3月に卒業。この間、他の留学生と共に劇団を設立し日本各地で公演を行う。1988年4月大阪ビジュアル・コミュニケーション専門学校映像学科に入学。1988年「東芝日曜劇場 恋していました」に、インド人の弁護士役とパキスタン人の犯罪者役の二者択一で、強制送還されるパキスタン人の犯罪者役で初めてテレビ出演した。1990年3月、大阪ビジュアルコミュニケーション専門学校を卒業。母国語はマラヤーラム語。第二言語（2外）はヒンディー語。
1995年10月に開局した「FM COCOLO」のDJオーディションにデモテープを送り、採用が決定。当初はヒンディ語番組『BHARAT KI DHARKAN』を、さらに翌年の1996年には日本語での生放送を担当し、FM COCOLOにて多くのレギュラー番組を担当していく。ただし2010年4月にFM COCOLOがFM802傘下に入り、大幅なリニューアルが行われてからは、ヒンディ語番組「From Overseas India」のみとなった（2017年4月現在）。2001年には金曜23時から土曜1時の生放送『SUNNY DONBURI』を担当する。また、1998年に放送が開始された『ここがヘンだよ日本人』（TBS）に3年半に渡ってレギュラー出演した。
2004年公開の映画『リアリズムの宿』（山下敦弘監督）で初めて劇場公開映画に出演を果たす。2007年10月からは、『FNNスーパーニュースアンカー』（関西テレビ）の不定期コメンテーターとして出演している。
ポートタウン東（インテックスとんかつ店運び係）、西成区（ミナミのパブ「ショーボイス」店員、南津守のカラオケ店「スイング」店長、アントニオ猪木後援会大阪事務所で翻訳通訳）を経て、神戸市に在住。やはり留学生として訪日した、YMCAの劇団の後輩で東芝日曜劇場「恋していました」で一緒だった台湾人女性と1995年に結婚し1男2女がいる。宗教は父と同じクリスチャン。2007年8月8日から神戸市灘区で、インド料理と台湾料理の両方を提供するエスニック料理店....wife is bossを経営している。「家族は妻のつくる料理に尽きる」が命名の理由。

## 人物
- ラジオパーソナリティーになったきっかけは、訪日して半年経った頃、タージンがパーソナリティを務めるMBSラジオのナイターオフ番組に出演したことだった。通っていた日本語学校にラジオ局から問い合わせがあり、教師の勧めで出演した[4]。
- 『ここがヘンだよ日本人』では、出演者の外国人のなかで自身のイメージをどれだけ出せるか、自身の発言が実際の放送でどれだけ残るかに苦心していた[4]。
- インド映画にも造詣が深い[3]。
- 日本の永住ビザを取得している[4]。
- 下戸。かなづち。
- イカとタコと納豆が嫌い。
- 趣味はインド音楽鑑賞。特技はテトリス。
- 運転免許は所持しているが、助手席エキスパート。
- 2020年代に入ってからの愛称である「サニやん」は、『森たけしのスカタンラジオ』（MBSラジオ）でサニーの話題が出た際に助役（アシスタント）の斉藤雪乃がそう呼んだことを『サニー・フランシスのマサララジオ』で八塚彩美が取り上げたのがきっかけ。

## 出演番組

### テレビ
現在出演番組
- 世界が驚いたニッポン! スゴ〜イデスネ!!視察団（テレビ朝日）[5] - 2014年4月13日 -

過去出演番組
- 週末ココいこっ!おっサンなび（サンテレビ）‐2012年4月‐レギュラー
- たかじんNOマネー〜人生は金時なり〜（テレビ大阪）- 2012年10月13日
- なかよしテレビ（フジテレビ）インド代表団
- たかじん胸いっぱい（関西テレビ）
- ここがヘンだよ日本人（TBSテレビ）
- BLT（読売テレビ）
- 痛快!エブリデイ（関西テレビ）
- プライスバラエティ ナンボDEなんぼ（関西テレビ）
- たかじんONEMAN（毎日放送）
- アグレッシブですけど、何か?（広島ホームテレビ）- 2014年2月19日、26日
- ぐるっと関西（NHK大阪）
- FNNスーパーニュースアンカー（関西テレビ）[6]
- ゆうがたLIVEワンダー（関西テレビ） - 木曜コメンテーター
- 情報スタジアム 4時!キャッチ（サンテレビ）ｰ  木曜日→火曜日コメンテーター
- NEWS×情報 キャッチ+（サンテレビ）ｰ  「情報+」（前半に編成される地域情報パート）の木曜放送分に、「ニッポンのSHOKUNIN」（兵庫県内の職人を取材するロケ企画）のリポーターとして毎週、コメンテーターとして月に1〜2回のペースで出演。

#### ドラマ
- 東芝日曜劇場」「恋してました」（TBS）
- 浪花少年探偵団（NHK）

### ラジオ
現在出演番組
- FROM OVERSEAS -INDIA-（FM COCOLO、1995年 - ）
- サニー・フランシスのマサララジオ（朝日放送ラジオ、2019年4月7日 - ）[7]

過去出演番組
- 土曜の朝はあいこでホイ（ラジオ大阪）
- 妹尾和夫のパラダイスKyoto（KBS京都）[8]

## 映画
- リアリズムの宿（2004年）
- UDON（2006年）
- 眠れる美女の限界 - THE LIMIT OF SLEEPING BEAUTY（2014年）
- 劇場版 神戸在住（2015年）
- たこ焼きの詩（2015年）
- 切り子の詩（2016年）
- 恐竜の詩（2018年）
- 痩馬の詩（2020年）

## CM
- スガキヤ[9] - カレーうどんを食べるシーク教徒役（つけひげ）。オーディションでなく本指名。